# Ішківський загальнозоологічний заказник
І́шківський зака́зник — загальнозоологічний заказник місцевого значення в Україні. Розташований на північ від села Ішків Тернопільського району Тернопільської області, в тому числі у кв. 43-46 Козівського лісництва (лісове урочище «Ішків»). 
Площа — 1251 га. Оголошений об'єктом природно-заповідного фонду рішенням виконкому Тернопільської обласної ради від 30 червня 1986 року № 198, зі змінами, затвердженими її рішенням від 27 квітня 2001 року № 238. Перебуває у віданні Ішківської сільради (1091 га), Бережанського державного лісомисливського господарства Державного лісомисливського господарського об'єднання «Тернопільліс» (160 га). Рішенням Тернопільської обласної ради від 22 липня 1998 року № 15 мисливські угіддя надані у користування Козівській районній організації УТМР як постійно діюча ділянка з охорони, збереження та відтворення мисливської фауни. 
Під охороною — численна мисливська фауна. Трапляються борсук звичайний, заєць сірий, вивірка лісова, лисиця руда, сарна європейська, куниця лісова, куріпка сіра — цінні мисливські види, та ряд інших тварин.